# 신묘 마사히로
신묘 마사히로(일본어: 新明 正広, 1972년 7월 16일 ~ )는 일본의 전 축구 선수이다.

## 구단 경력
과거 콘사돌레 삿포로, 방포레 고후에서 활동하였다.